# Nagroda im. św. Grzegorza Peradze
Nagroda im. św. Grzegorza Peradze – utworzona 13 września 2010, na mocy decyzji Międzynarodowej Rady Naukowej „Pro Georgia. Journal of Kartvelological Studies”, wydawanego przez Studium Europy Wschodniej Uniwersytetu Warszawskiego. Nagroda przyznawana jest co rok (początkowo co dwa lata) osobom, które w swojej działalności naukowej prezentują te wartości, którym wierny był św. Grzegorz Peradze.
Wykonawcą Nagrody w postaci medalu na wzór panagia z klasztoru Martwili z X wieku techniką cloisonné występującą w dawnej sztuce gruzińskiej jest ojciec Panteleimon Ginturi z Tbilisi, wedle projektu Davida Kolbai z Uniwersytetu Warszawskiego. Medalowi towarzyszy dyplom.
Kapitułę nagrody stanowią: David Kolbaia (przewodniczący Kapituły), Henryk Paprocki (Warszawa), Bernard Outtier (Paris), Jan Malicki (Warszawa), Wojciech Materski (Warszawa), Vakhtang Licheli (Tbilisi), Jost Gippert (Frankfurt nad Menem).

## Laureaci
2010
- Ks. Prof. Henryk Paprocki, teolog, Uniwersytet w Białymstoku
- Dyr. Jan Malicki, dr h.c., Studium Europy Wschodniej Uniwersytetu Warszawskiego.

2012
- Prof. Bernard Outtier, Centre national de la recherche scientifique, Paryż.
- Prof. Włodzimierz Lengauer, historyk, Uniwersytet Warszawski.

2014
- Archimandryta Adam (Vakhtang Akhaladze), gruziński duchowny, profesor, filozof, poeta
- Prof. Jan Braun, językoznawca, kartwelolog, Wydział Orientalistyczny Uniwersytetu Warszawskiego
- Prof. Wojciech Materski, historyk, kartwelolog, Polska Akademia Nauk

2015
- Dr David Kolbaia, historyk, kartwelolog, Studium Europy Wschodniej Uniwersytetu Warszawskiego

2016
- Prof. Jost Gippert, niemiecki lingwista, kaukazolog, profesor w Instytucie Lingwistyki Stosowanej na Uniwersytecie J.W. Goethego we Frankfurcie nad Menem
- Prof. Vakhtang Licheli, archeolog, Państwowy Uniwersytet w Tbilisi.

- Prof. Vakhtang Peradze, historyk, Uniwersytet św. Grzegorza Peradze.

2017
- Ilia Peradze, przewodniczący Stowarzyszenia im. Św. Grzegorza Peradze w Tbilisi

2018
- Prof. Gocha Japaridze, historyk, orientalista, Państwowy Uniwersytet w Tbilisi

2019
- Metropolita Andrzej (Gwazawa), Metropolita Gori i Ateni, Patriarchat Kościoła Gruzińskiego.

2020
- Prof. Zurab Chumburidze, wybitny gruziński uczony, kartwelolog, nauczyciel akademicki, jeden z założycieli Akademii Gelati, członek Związku Pisarzy Gruzińskich.

2021
- Lech Kończak, dyrektor Instytutu Polskiego w Tbilisi.

2022
- Prof. Heinz Fähnrich, niemiecki uczony, kaukazolog, założyciel pisma naukowego „Georgica: Zeitschrift für Kultur, Sprache und Geschichte Georgiens und Kaukasiens”, autor licznych prac zakresu literatury gruzińskiej, historii Gruzji i mitologii gruzińskiej;
- Heinzgerd Brakmann, niemiecki uczony, teolog, liturgista, Profesor Uniwersytetu w Bonn
- Prof. Giorgi Sosiashvili, gruziński uczony, historyk, rektor Państwowego Uniwersytetu w Gori.

2024
- Prof. David Muskhelishvili, kartwelolog, twórca gruzińskiej geografii historycznej, wybitny geograf.
- dr Piotr M. A. Cywiński, historyk, dyrektor Państwowego Muzeum Auschwitz-Birkenau.